# Eis am Stiel 3 – Liebeleien
Eis am Stiel 3 – Liebeleien ist der dritte Teil der israelischen Filmreihe Eis am Stiel von Boaz Davidson, wiederum mit Yiftach Katzur, Jonathan Sagall und Zachi Noy in den Hauptrollen.

## Handlung
Benny, Bobby und Johnny verbringen wieder mal ihre freie Zeit am Strand und genießen das Leben. Benny ist mit Sally zusammen, aber nicht ganz glücklich, da sie seine sexuellen Avancen stets abwehrt. Am Strand trifft er eine alte Bekannte, die freizügige Nikki. Er beginnt eine Affäre mit ihr und es kommt zum Bruch mit Sally. Als Benny erkennt, dass er für Nikki nur einer von vielen ist, zieht es ihn zurück zu Sally. Derweil haben Bennys Eltern Probleme mit einer Verwandten, Trixie, die zu Besuch ist und allen den Kopf verdreht.

## Kritik
Das Lexikon des internationalen Films zeigte sich nicht überzeugt von der Produktion und meinte, dass die „unterlegte alte Popmusik“ unterhaltsamer sei „als die abgegriffene Mischung aus Chaos, Vulgarität und Gefühlsseligkeit“. Der Film biete „nichts Neues zum Thema“.